# Piano Pavia-Masera

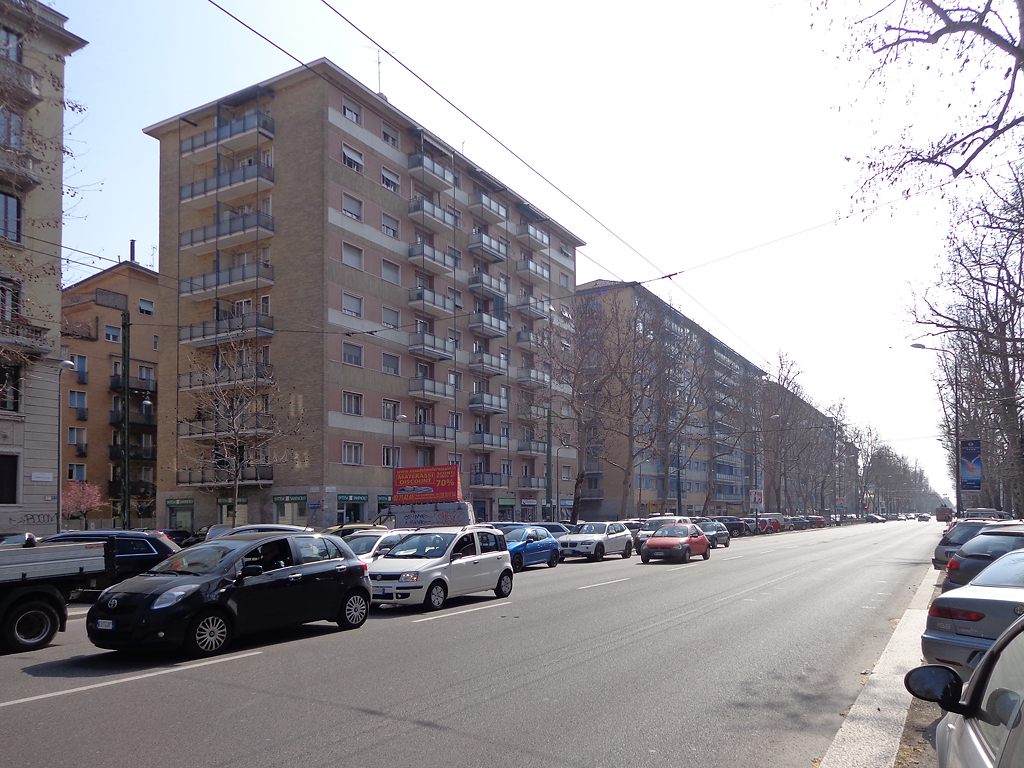
Viale Campania, uno dei viali dell'area di ampliamento

Il piano Pavia-Masera fu un piano regolatore e di ampliamento della città di Milano. Fu redatto dagli ingegneri comunali Angelo Pavia e Giovanni Masera nel 1909, adottato dal Comune l'anno successivo e approvato nel 1912 con la legge 12 luglio 1912, n. 866, Che approva il piano generale edilizio regolatore e di ampliamento della città di Milano.

## Storia
Venne redatto in sostituzione del precedente piano Beruto, risalente al 1889 e ormai inadeguato a reggere la forte crescita industriale e demografica che interessava la città. Tuttavia il nuovo piano regolatore adottò gli stessi principi urbanistici che avevano ispirato il vecchio piano, del quale si configurò nei fatti come una semplice espansione: si ebbe così la conferma del monocentrismo cittadino, ampliando una struttura viaria composta di arterie radiali e di anelli concentrici di circonvallazione.
L'area di piano era suddivisa in tre zone:
- la zona A, corrispondente al centro storico compreso entro la cerchia dei bastioni;
- la zona B, corrispondente all'area di ampliamento disegnata dal vecchio piano Beruto;
- la zona C, di ampliamento.

Per la zona A il piano previde solo limitate modifiche alla struttura viaria (fra le più rilevanti l'attuale corso Matteotti e il prolungamento di corso Italia da piazza Bertarelli a piazza Missori); si auspicava comunque una sostituzione della vecchia edilizia residenziale con nuovi fabbricati ad uso terziario, e la graduale lottizzazione degli ampi giardini annessi ai palazzi nobiliari, all'epoca ancora presenti anche in zone centralissime.
Per la zona B si prevedevano modifiche limitate alla griglia stradale berutiana; le maggiori trasformazioni erano concentrate nell'area intorno alle due stazioni centrali, quella vecchia da trasformare in area edificabile, e quella nuova da servire con nuove strade di ampiezza adeguata.
Per la zona C, analogamente al vecchio piano Beruto, il nuovo piano Pavia-Masera si limitò a disegnare la struttura viaria della zona d'ampliamento, senza definire le destinazioni d'uso del suolo. Alcuni isolati di maggiori dimensioni vennero tuttavia riservati ad importanti attrezzature pubbliche, quali il Pio Albergo Trivulzio o il nuovo Politecnico. Sul lato orientale, e in parte anche su quello settentrionale, il confine esterno dell'area di ampliamento corrispondeva alla nuova cintura ferroviaria, la cui costruzione era iniziata pochi anni prima e si sarebbe conclusa solo nel 1931.